# Louis Aleman
Louis Aleman (Arbent, ca. 1390 - Salon, 16 oktober 1450) was een Frans aartsbisschop en kardinaal.
Aleman werd geboren in het kasteel van Arbent in het toenmalige bisdom Lyon, in het huidige departement Ain. Zijn oom was François de Conzié, aartsbisschop van Narbonne en kamerheer van paus Martinus V. Zijn oom haalde hem naar Narbonne en via hem ontving Aleman allerlei kerkelijke ambten zoals een plaats in het kapittel van Narbonne en een benoeming als abt. In 1418 werd hij benoemd tot bisschop van Maguelone. Als vertrouweling van paus Martinus V kreeg Aleman de opdracht het concilie van Pavia naar Siena te verplaatsen. In 1423 werd hij door paus Martinus V benoemd tot aartsbisschop van Arles en het jaar erop tot pauselijk kamerheer. In 1425 was Aleman pauselijk legaat in Bologna en in 1426 werd hij verheven tot kardinaal.
Na de dood van paus Martinus V werd in 1431 een nieuw concilie geopend in Bazel. In 1434 was Aleman zelf in Bazel. Hij zat een tijdlang het concilie voor en verdedigde daar dat de autoriteit van het concilie boven de autoriteit van de paus staat. Paus Eugenius IV veroordeelde de besluiten van het concilie. Ondanks dat de paus het concilie ontbond, bleef het concilie zetelen en zette op zijn beurt paus Eugenius IV af en benoemde in zijn plaats Amadeus VIII van Savoye tot paus. Hij nam de naam Felix V aan. Eugenius excommuniceerde tegenpaus Felix V en Aleman, die hij in 1441 uitriep tot schismaticus en ketter.
In 1447 overleed Eugenius IV en hij werd opgevolgd door paus Nicolaas V. Aleman nam deel aan een bijeenkomst van bisschoppen in Lyon, samengeroepen door koning Karel VII om een einde te stellen aan het schisma in de Katholieke Kerk. De bisschoppen riepen Felix V op om af te treden. Hierna werd Louis Aleman door paus Nicolaas V opnieuw aangesteld als aartsbisschop van Arles. Hij werd ook benoemd tot zijn legaat in Duitsland. Aleman keerde na vijftien jaar terug naar zijn bisdom. Hij overleed in 1450 in Salon en werd begraven in de kathedraal van Arles.
Louis Aleman werd in 1527 zaligverklaard door paus Clemens VII.